# Rastaban

Rastaban (β Draconis, Beta Draconis, β Dra) je vlastní jméno dvojhvězdy a třetí nejjasnější hvězdy v souhvězdí Draka. Primární složka, Beta Draconis A, je žlutý jasný obr nebo veleobr spektrální třídy G2Ib-IIa. Sekundární složka, Beta Draconis B, je pravděpodobně hnědý trpaslík. Celý systém se nachází přibližně 376 světelných let od Země.

## Fyzikální vlastnosti
Primární složka Beta Draconis A je masivní hvězda s hmotností přibližně 6,0 M☉, poloměrem 40 R☉ a svítivostí 996 L☉. Její povrchová teplota je 5 160 K, což jí dává žlutavý odstín typický pro hvězdy spektrální třídy G.
Sekundární složka systému je velmi slabá, její magnituda se pohybuje kolem 13, což odpovídá pravděpodobnému hnědému trpaslíku. Odhadovaná oběžná doba této složky kolem primární hvězdy je přibližně 4 000 let.

## Chromosférická aktivita a záření
Beta Draconis A vykazuje intenzivní chromosférickou aktivitu, což vede k silné emisi rentgenového záření a ultrafialového záření. Studie ukázaly, že tato aktivita souvisí s magnetickým polem hvězdy o síle přibližně -1,16 G.

## Variabilita
I když Beta Draconis leží poblíž pásma nestability cefeid v Hertzsprungově-Russellově diagramu, sama cefeidou není. Její variabilita je velmi slabá, s amplitudou přibližně 0,01 magnitudy. Byla potvrzena jako mikrovariabilní hvězda pomocí dat z misí TESS a Hipparcos.

## Historie a kulturní význam
Tradiční jméno „Rastaban“, schválené IAU, pochází z arabského výrazu „ra's ath-thu'ban“, což znamená „hlava hada“. Toto jméno bylo dříve používáno i pro jiné hvězdy v souhvězdí Draka, například Eltanin.  Hvězda byla také dříve známá jako Alwaid, z arabského al-ʽawāʼidh („stará matka velbloudů“).
V čínské astronomii byla Beta Draconis součástí asterismu Nebeský bič (天棓, Tiān Bàng), zahrnujícího také hvězdy Xi Draconis, Nu Draconis, Eltanin a Iota Herculis. Beta Draconis byla v tomto asterismu označována jako „Třetí hvězda nebeského biče“.

## Současné výzkumy
Moderní studie Beta Draconis poskytují vhled do vlastností jasných obrů a veleobrů. Tento systém je zkoumán zejména kvůli jeho chromosférické aktivitě, která je spojována s emisí vysokofrekvenčního záření, jako je ultrafialové a rentgenové záření. Přesná měření z projektů, jako je Gaia, zlepšují odhady vzdálenosti a dalších fyzikálních parametrů systému.